# Воакангин
Воакангин (англ. Voacangine) — алкалоид впервые выделенный из коры корней тропического растения воаканга африканская. Также был найден в других растения, таких как ибога, Tabernaemontana africana, Trachelospermum jasminoides и Ervatamia yunnanensis. Относится к алкалоидам ибоги и является прекурсором для производства полусинтетического ибогаина. В опытах на животных было продемонстрировано анти-аддиктивное действие воакангина, схожее с действием ибогаина.